# 韩国知识产权制度
韩国知识产权制度是韩国有关专利权、商标权、版权、商业秘密专有权等民事权利的制度，为提升韩国知识创造力和技术竞争力起着重要的作用。与发达国家相比，韩国知识产权制度起步较晚，但发展很快，目前韩国已发展成为知识产权领域的强国:179。
2014年，韩国專利厅（KIPO）共收到43.4万份工业产权申请，其中专利申请数量超过了21万件，居全球第四位，申请平均周期为11个月；商标和外观设计申请量分别为15万件和6.5万件，分别位居世界第7位和第3位，审查平均周期为7.9个月。

## 历史
1908年，韩国颁布了最早的《专利法》、《外观设计法》和《商标法》。1910年，朝鲜半岛被日本吞并后，韩国本土知识产权法律被禁用，取而代之的是日本的知识产权法。二战结束后，韩国分别在1946年和1949年先后制定了《专利法》和《商标法》。《专利法》效仿美国专利法，以发明优先为原则，是韩国现代意义上的第一部知识产权法。根据这部法律，韩国在贸易、工业和能源部建立起了专利局。由于朝鲜战争的破坏，20世纪60年代以前，韩国经济基本处于起步状态，知识产权制度并没有起到多大的作用:179-180。

### 形成期（1960-1976年）
20世纪60年代，韩国开始实施经济开发五年计划，构筑技术发展基础是这一时期韩国科技政策的重点。1961年，韩国颁布了《外观设计法》和《新专利法》，原有的《专利法》和《商标法》被分为《专利法》、《实用新型法》、《工业设计法》和《商标法》四部更加专业、具体的知识产权法律，初步形成韩国的知识产权制度:180。
随着韩国经济规模的扩大和工业技术的提高，韩国在1973年修改了《知识产权法》，以鼓励本国产业的技术进步和应对国际自由竞争的新形势。新修订的知识产权制度为韩国的技术自主创新提供了有效的法律保障，大大促进了韩国知识产权的发展。1976年，韩国国内工业产权的申请数量达到了23927件，是1960年的8倍。以此同时，韩国的国外工业产权申请数量从1960年的360件上升到1976年的4767件。国外工业产权申请数量在工业产权申请数量中所占的比例从10.7%提高到16.7%:181。

### 完善期（1977-1986年）
20世纪70年代后期，随着韩国产业向重化工转型，韩国对资本和先进技术的需求大幅提升。与此同时，技术保护主义在国际上日益抬头，导致韩国知识产权国际争端增加。为此，韩国在1977年将专利局改为独立的政府机构，并更名为专利管理局，以加强与国际知识产权制度的接轨。1979年，韩国加入了世界知识产权组织，并在1980年和1984年分别签署了《巴黎公约》和《专利合作条约》（PCT），以促进韩国对国外专利的引进和本国专利的国际输出:181。
1980年，韩国知识产权制度和政策开始从限制专利权人专利权向加强知识产权保护的方向转变。为了提高知识产权制度的效率，韩国在1980年修订专利法时引入了申请公开制、审查请求制、优先审查制、请求范围多项制等。1986年，韩国通过提高知识产权制度效率和加强知识产权保护，果断地将知识产权政策转变为加强知识产权保护。物质专利制度的建立更是进一步加快了知识产权政策的转变:183-184。
韩国知识产权制度的日益成熟，使得国际技术转移和国内自主创新得到极大的促进。1982-1986年，韩国专利使用费从1630万美元激增到11.8亿美元，国内外专利申请数量分别达到63256件和18666件，分别是1976年的2.6倍和4倍。此期间，韩国技术创新能力和产业竞争力都得到大幅提升，韩国经济也成功实现了产业结构的优化调整和持续快速增长:181。

### 强化保护期（1987-1993年）
20世纪80年代后期，韩国经济开始进入市场机制下以企业特别是大企业为主的高新技术产业发展期。经济发展模式也从政府主导向民间主导转变。企业通过加大研发投入，不断提升自主创新能力，成为经济发展和技术进步的主体。这时期的韩国知识产权制度和发展战略也开始转移到加强对知识产权的保护方面:182。
1986年，韩国制定了《工业发展法》，旨在促进企业成为经济发展的主体，鼓励企业通过自由竞争的方式促进产业结构调整与升级。1987年，韩国专利管理局引入了产品专利制度，并将专利期限从12年提高到15年，同时还加大了对专利侵权的处罚力度。1988年，韩国专利管理局更名为韩国专利厅（KIPO）。同年，韩国加入了为植物和微生物提供专利保护的《布达佩斯条约》。1992年，韩国制定了《半导体集成电路布图设计法》并修订了《不正当竞争法》，以加强对商业秘密的保护:182。
高新技术产业在韩国加强知识产权保护战略下得到快速发展。1989-1994年，韩国半导体产业国内专利申请数量从708件猛增到3336件，增加了近4倍。三星、LG、现代等韩国大企业拥有了大量核心技术的专利:182。

### 全球化期（1993年至今）
1993年起，韩国知识产权战略的中心开始转向全球化。韩国在1993年对专利强制法令和专利强制规章进行了全面修改，以求建立一个更加合理的专利体系。1994年《世界贸易组织协定中与贸易有关的知识产权协议》（TRIPs协议）达成协议后，韩国按照协议要求，进一步完善了专利体系，建立了专门的知识产权法庭（1995年），将专利保护期延长到20年（1997年），采用新型快速登记制度（1999年）。1998年，韩国修改了《商标法》，对与国内外知名商标相似的商标和恶意注册不予批准，并在外观设计法中对纺织品设计等实行形式审查。2001年，韩国又进一步完善了7部知识产权及其相关法律:182。
在完善本国知识产权制度的同时，韩国积极参与国际知识产权的合作与保护规则的制度，以保护本国大规模R&D和国际技术合作的知识产权成果:183。1998年，韩国加入了《尼斯条约》和《斯特拉斯堡协定》。1999年，韩国加入了《商标注册商品和服务国际分类尼斯协定》，成为PCT国际检索单位和国际初审单位，韩文也成为世界知识产权组织申请的可用语言之一。2003年，韩国成为马德里协定成员国，可以更加积极地参与国际知识产权保护合作和国际条约的制度与修改:205-206。2002年，韩国加入了国际植物制新品种保护联盟（UP-OV）:182。
尽管韩国1997年遭受亚洲金融危机的影响，韩国知识产权全球化战略仍然取得了成功。2002-2006年，韩国在美国、日本、欧洲的专利申请增长率达到了24.0%、18.2%和32.5%，远高于这些国家5.4%、-0.44%和5.1%的专利申请的增长率，在中国的专利申请则实现了38.0%的最高增长率:183。

## 体系构成

### 管理机构
韩国專利廳的前身专利局成立于1949年5月，隶属于商工部。1976年，韩国修订《政府组织法》。次年3月，专利局被改名为专利管理局，并被划归产业资源部，但在行政上保持独立。1988年，专利管理局更名为韩国專利廳（KIPO）。2006年5月，韩国專利廳改制成韩国政府机构首个自负盈亏的企业性机构:208。
韩国專利廳由本厅及专利审判院、国际知识产权研修院和首尔事务所三个所属机构组成。本厅由1官、8局、51科和16室构成。本厅职员人数为1277人，审判院154人，研修院43人，首尔事务所37人:208。

### 执法系统
韩国知识产权执法系统由专利审批院、专利法院和民事法院三部分构成。专利审批院成立于1998年2月28日，隶属于韩国專利廳。专利审批院由11个审判部、审判政策科和讼务室组成。专利审批院是为解决专利、实用新型、外观设计、商标等产业财产权的发生、变更、消灭和效率范围的相关纠纷而设立的专门审判机构，在韩国专利三级诉讼体系中担任一审法院的角色。根据韩国《专利法》，对专利审批院裁决不服者，上诉专利法院和大法院:209。
专利法院与专利审批院成立一起于1998年成立，是专门的知识产权行政法院，专门受理经专利审判院一审判决不服的与产业财产相关的纠纷。专利法院由院长、首先法官、法官、技术审理官和秘书组成。专利法院有5个裁判部，每个裁判部由4人组成。设立技术审理官的目的是为确保法官的专业技术水平。2000年以前，技术审理官均来自专利厅专攻理工科且长期从事审查官职的公务员。2000年以后，技术审理官由大法院院长直接任命:209。
韩国知识产权侵权诉讼仍由普通民事法院管辖。如果诉讼人对地区法院一审判决不服，可以上诉到高等法院和最高法院。对于其它不服专利厅的决定，不服文化部关于版权的决定、不服信息通信部关于计算机软件的决定，依照行政诉讼法可以向高等法院起诉，自至到向高等法院上诉:210。

### 知识产权保护系统
除了韩国專利廳，韩国其它行政、司法部门也有权利和义务保护知识产权。1993年，韩国最高检察院成立了“侵权知识产权联合调查中心”，并设立了保护知识产权地方机构。最高检察院与检察厅、外交通商部、文化观光部、信息通讯部、警察厅、国税厅、海关、专利厅等部门每年都召开打击侵权行为的例会。韩国地方检察院和警察局都设有反伪部门:210。
商标、专利司法权在韩国属于法院。法院对注册商标、专利有民事和刑事制裁权。专利厅主要是授予商标权和专利权，只对假冒商标、专利商品有行政调查权，没有行政权:210。
韩国文化观光部文化政策局下设版权科负责与著作权相关的知识产权保护业务。著作权审议调停委员会依据《著作权法》负责审议、登记版权和调停版权有关纠纷。此外，韩国海关和产业资源部贸易委员会也有权对伪冒商品进行调查、处置:210。

## 知识产权改革
20世纪90年代以来，韩国为提高知识产权管理工作的现代化作了大量工作。1999年，韩国建立了世界首个知识产权管理专门网络KIPOnet，并在2002年全面改进了知识产权服务网络，使全部审查过程都可以在线进行。2003年，韩国在线专利申请率达到了94.7%的世界最高水平，为韩国节约了4400亿韩圆的行政处理费用。2005年，韩国投资220亿韩圆建成第二代KIPOnet系统，提供24小时处理相关知识产权业务的服务，专利、商标的申请全过程、审核、批准和异议都可以在网上完成，使韩国在专利申请和处理电子化方面达到了世界领先水平。2007年7月1日，韩国进一步完善了专利网上申请系统，使个人发明人在不依靠专利代理人的情况下也能提交电子申请，并增设了电子支付功能:212。2012年，KIPOnet系统已经升级到了第三代。为方便偏远地区用户，2014年韩国知识产权厅启用了远程视频听证系统。
自专利厅成为自负盈亏的企业性机构后，专利厅进行了减轻申请人负担，保护专利者权益的改革。2005年起，韩国实施了全面减免专利申请费、审查费、注册费的政策。此外，韩国政府还提供低廉或免费的知识产权行政指导和信息服务。以此同时，韩国对韩国公民和小企业根据《专利合作条约》申请国外专利和实用新型给予政府补贴和经济援助:213。
为完善知识产权制度和提升形象，韩国专利厅在2006年6月，专门设立了用户支持局，负责筹备以用户为中心的服务体系。用户满意度调查显示，专利厅行政服务利用者对专利厅的满意度呈上升趋势:214-215。